# Dr. Sousinha
Manuel Rodrigues de Sousa popularmente conhecido como Dr. Sousinha, o médico dos pobres, nasceu em 1880 num prédio situado na Rua de S. Roque nº 160 Matosinhos, onde durante anos funcionou o seu consultório. Faleceu nesse mesmo prédio em 1967, depois de ter dedicado toda a sua vida ao serviço dos matosinhenses e dos pescadores. A 13 de Maio de 1926 foi pai de Manuel Tavares Rodrigues de Sousa, seu filho único, também médico de profissão e figura ilustre de Matosinhos.  
Foi homenageado pela autarquia de Matosinhos com um busto no Largo de S. Roque em 1993 de autoria de Irene Vilar e com a inscrição "Que pela sua bondade e Altruísmo era conhecido como Pai dos pobres." Já no século XXI foi atribuído o seu nome a uma rua na entrada de Matosinhos, perpendicular à Rua de Brito Capelo e Rua Dom João I.

## Autoria
- Irene Vilar

## Época de construção
- 1991